# Ananindeua
Ananindeua és una ciutat de Pará, al nord del Brasil. Forma part de la regió metropolitana de Belém i és la segona ciutat més poblada de l'estat de Pará i la tercera més gran de la regió amazònica brasilera. Té una població de 478.778 segons el cens federal de 2022, fet per l'Institut Brasiler de Geografia i Estadística.
El municipi conté l'1% del Parque Estadual do Utinga (Parc Estatal d'Utinga), creat el 1993 per a protegir el subministrament d'aigua de l'àrea metropolitana.

## Toponímia

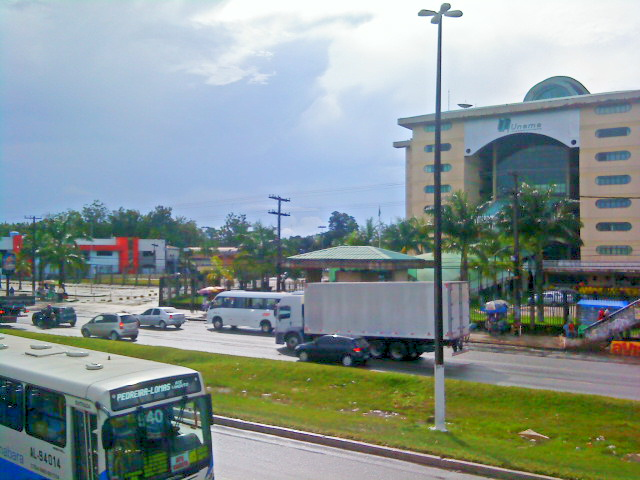
Universidade da Amazônia, Campus BR, a la carretera BR-316 a Ananindeua.

El nom de la ciutat prové de la llengua indígena nheengatu, i significa "lloc on hi ha molta anani" (nom d'un arbre que aleshores era abundant a la regió). Al segle xix, quan es va obrir la línia de ferrocarril Belém-Bragança, l'estació de tren situada a la comarca va rebre el nom d'«Ananindeua».